# Rosalie Filleul
Rosalie Filleul (Pariz, 1752. – Pariz, 1794.) bila je francuska slikarica.

## Životopis
Rođena Anne-Rosalie Bocquet, već je u mladosti bila uspješna umjetnica, dobivši pohvale za svoj rad na Salonu u Parizu 1774. godine. Jedan od njezinih učitelja bio je umjetnik Gabriel Briard, koji je također davao lekcije njezinoj prijateljici Louise Élisabeth Vigée Le Brun.
Kad se udala 1777., njezin suprug Louis Filleul de Besne radio je za kralja Luja XVI u Château de la Muette. Postala je udovica malo prije početka Francuske revolucije, ali unatoč njezinim prethodnim kraljevskim vezama, odlučila je ostati u zemlji. To je bio nesretan izbor jer je 1794. postala žrtvom jakobinske diktature kada je optužena za krađu republičke imovine i naknadno giljotinirana.